# Началова Юлія Вікторівна
Юлія Вікторівна Началова (31 січня 1981, Воронеж, РРФСР, СРСР — 16 березня 2019, Москва, Росія) — російська співачка, актриса і телеведуча.

## Біографія
Народилась 31 січня 1981 року в родині професійних музикантів. Батько, Віктор Васильович Началов — композитор, продюсер та аранжувальник, з 1983 року по 1990 рік художній керівник ансамблю «Карусель» при Воронезької філармонії, автор пісень з репертуару Началової, Ірини Понаровської та інших. Мати, Таїсія Миколаївна — професійний музикант.
З дворічного віку батько став займатися з Юлією вокалом. З п'ятирічного віку Юлія почала співати на професійній сцені. У 1991—1992 роках вона здобула перемогу у телевізійному конкурсі «Ранкова зірка».
У 1992 році була запрошена вести дитячу музичну передачу «Там-там новини».
У 1995 році вийшов перший альбом на студії «Союз» «Ах, школа, школа». У тому ж році взяла участь у міжнародному вокальному конкурсі «Big Apple-95», де завоювала Гран-прі. У 1997 році вийшов сингл «Герой не мого роману».
У 2003 році брала участь в реаліті-шоу «Останній герой».
У 2001 році знялася у фільмі «Герой її роману», у 2004 році — у фільмі «Бомба для нареченої» з Дмитром Харатьяном.
У 2005 році знялась у ролі Констанції у музичній комедії «Три мушкетери» з Володимиром Зеленським.
У 2005 році випустила альбом «Музика любові». У 2006 році випустила альбом «Давай поговоримо про кохання» і збірник «Різні пісні про головне».
У 2010 році в США записує новий англомовний альбом «Wild Butterfly». 20 жовтня 2012 року представила свою сольну концертну програму «Невигадані історії. Бенефіс» в ГЦКЗ «РОСІЯ». У листопаді 2013 року вийшло нове відео на пісню «Буду поруч», яку написала спільно з композитором Віктором Началовим, автором багатьох пісень Юлії.
У лютому 2014 року прийняла пропозицію від телеканалу «Росія-1» про участь у другому сезоні музично-пародійного шоу «Один в один». Після шоу взяла участь у ролі наставника шоу «Наш вихід». У 2015 році як телеведуча приступила до зйомок нового телевізійного шоу на телеканалі СТС «Два голоси».

## Особисте життя
- Перший шлюб був зі співаком і музикантом Дмитром Ланським. Розлучилися в 2004 році[8][9].
- 1 червня 2006 року вийшла заміж за футболіста Євгена Алдоніна[10]. У грудні 2011 року подружжя оголосили про офіційне розлучення.
  - дочка — Віра Євгенівна Алдоніна (нар. 1 грудня 2006).
- З 2011 по 2016 роки перебувала у романтичних відносинах з російським хокеїстом Олександром Фроловим[11][12].

## Хвороба і смерть
Юлія Началова перенесла невдалу пластичну операцію на грудях. За її зізнанням, імпланти не прижилися і викликали зараження крові і відмову нирок.
Началова боролася з подагрою і системним червоним вовчаком протягом 8 років, а також з цукровим діабетом 2-го типу впродовж року до госпіталізації у 2019 році.
8 березня 2019 року Юлія Началова була госпіталізована в критичному стані після ускладнень подагри і вовчака, високого рівня цукру в крові і гангрени ноги, яка у неї розвинулася після незначної травми ноги і самостійного лікування лідокаїном.
13 березня було повідомлено, що Юлія Началова введена у медикаментозний сон і підключена до штучної вентиляції легенів. 16 березня 2019 року стало відомо, що Юлія Началова перенесла операцію на нозі. Увечері того ж дня Юлія Началова померла від зараження крові та серцевої недостатності.
Похована 21 березня на Троєкурівському цвинтарі (дільниця N17).

## Конкурси
- «Big Apple-95».
- «Ранкова зірка».

## Телебачення
- «Там-там новини»
- «Останній герой»
- «Суботній вечір» з квітня 2005 року до грудня 2007 року.
- Фестиваль патріотичної пісні
- «Один в один» (2 сезон)
- «Наш вихід!» (2 сезон)
- «Два голоси» (1 сезон)

## Фільмографія
- 2000 — Формула щастя — саундтреки
- 2001 — Бременські музиканти — партія принцеси
- 2001 — Герой її роману (фільм, 2001) — Ольга Качалова
- 2004 — Бомба для нареченої — Світлана
- 2005 — Три мушкетери — Констанція
- 2007 — Любов — не шоу-бізнес — камео

## Дискографія
- «Музыка любви» (Музика любові, 2005)
- «Давай поговорим о любви» (Давай поговоримо про любов, 2006)
- «Разные песни о главном» (Різні пісні про головне, 2006)
- «Лучшие песни. Песни Юлии и Виктора Началовых» (Кращі пісні. Пісні Юлії і Віктора Началових, 2008)
- «Wild Butterfly» (Дикий метелик, 2013)
- Не отпускай (2020)